# 10 de diciembre
El 10 de diciembre es el 344.º (tricentésimo cuadragésimo cuarto) día del año en el calendario gregoriano y el 345.º (tricentésimo cuadragésimo quinto)  en los años bisiestos. Quedan 21 días para finalizar el año.

## Acontecimientos
- 1041: Miguel V es coronado emperador en Bizancio.
- 1348: el rey de Aragón, Pedro IV, vence por las armas a la Unión de Valencia.
- 1508: Luis XII de Francia, el papa Julio II, el emperador Maximiliano I de Austria y Fernando el Católico forman la Liga de Cambrai para enfrentarse a la República Veneciana en las Guerras Italianas.
- 1520: Martín Lutero quema en Wittenberg (Alemania) la bula de excomunión Exsurge Domine, decretada contra él por el papa León X.
- 1531: Ocurre la tercera aparición de la virgen de Guadalupe en el cerro del Tepeyac
- 1606: se termina la construcción de la catedral de Sevilla en España, después de 203 años de obras.
- 1640: se libra la Batalla del collado de Balaguer en el marco de la Guerra de los Segadores.
- 1710: en la guerra de sucesión española, las tropas de Felipe V derrotan a los aliados en las batallas de Brihuega y Villaviciosa.
- 1718: es ahorcado en Charleston el famoso pirata Stede Bonnet.
- 1809: en el marco de la Guerra de Independencia, la ciudad de Gerona (España) capitula tras siete meses de asedio francés a pesar del auxilio por parte de las tropas de Juan Clarós.
- 1817: en Estados Unidos, el estado de Misisipi se integra a la Unión.
- 1830: Simón Bolívar en Santa Marta anuncia su última proclama.
- 1833: en Nicaragua se firma un decreto sobre el proyecto de construcción de un canal interoceánico (que se comenzaría recién en 2015).
- 1834: se funda en España la villa de Puente Genil (provincia de Córdoba) por Real Decreto firmado por la regente María Cristina de Borbón-Dos Sicilias.
- 1844: el dentista Horace Wells descubre en Hartford (Connecticut) los efectos anestésicos del protóxido de nitrógeno.
- 1848: En Francia, Luis Napoleón ―el futuro Napoleón III― es elegido presidente de la República Francesa.
- 1859: se libra la Batalla de Santa Inés en Santa Inés (Venezuela) ―en el marco de la Guerra Federal―, en la cual triunfan los federalistas al mando del general Ezequiel Zamora.
- 1860: se concede el voto a las mujeres en el estado de Wyoming, por primera vez en la historia de Estados Unidos.
- 1861: el estado de Kentucky (Estados Unidos) se integra a la Confederación.
- 1879: el astrónomo Johann Palisa descubre el asteroide Isolda (211) en el observatorio de Pula (Croacia).
- 1898: se firma el Tratado de París, que finaliza la guerra hispano-estadounidense, por el que España pierde el dominio sobre Cuba, Puerto Rico y Filipinas, los últimos restos de su imperio.
- 1901: en Estocolmo y Oslo se lleva a cabo la primera entrega oficial de los premios Nobel.
- 1919: los hermanos Kaith y Ross Smith realizan el primer vuelo entre Gran Bretaña y Australia.
- 1932: se adopta en Tailandia una nueva constitución y el gobierno, y se establece una monarquía constitucional tras el golpe de Estado siamés.
- 1936: Eduardo VIII abdica al trono en Londres (Reino Unido) y anuncia su intención de casarse con la plebeya Wallis Simpson.
- 1941: la armada japonesa hunde al acorazado británico Prince of Wales y al crucero de batalla Repulse.
- 1945: Juan Domingo Perón y Evita contraen matrimonio en la Iglesia de San Francisco de Asís de La Plata[1]
- 1945: la poetisa chilena Gabriela Mistral recibe el Premio Nobel de Literatura.
- 1947: Birmania se independiza del Reino Unido.
- 1947: en Panamá se firma el Convenio Filós-Hines, en el que se acuerda la cesión a los Estados Unidos de varios territorios para bases militares; este convenio provocó manifestaciones populares en Panamá.
- 1948: la ONU aprueba en París la Declaración Universal de los Derechos Humanos.
- 1950: la Asamblea General de las Naciones Unidas invita a todos los Estados miembros y a las organizaciones interesadas a que observen este día como "Día de los Derechos Humanos", según la resolución 423(V), para conmemorar el aniversario de la aprobación de la Declaración Universal de los Derechos Humanos por la Asamblea General de la ONU en 1948.
- 1955: España entra a formar parte de la Organización de las Naciones Unidas.
- 1961: en la Ciudad del Vaticano, el papa Juan XXIII lanza una llamada a la unidad de los cristianos en la encíclica Aeterna Dei Sapientia.

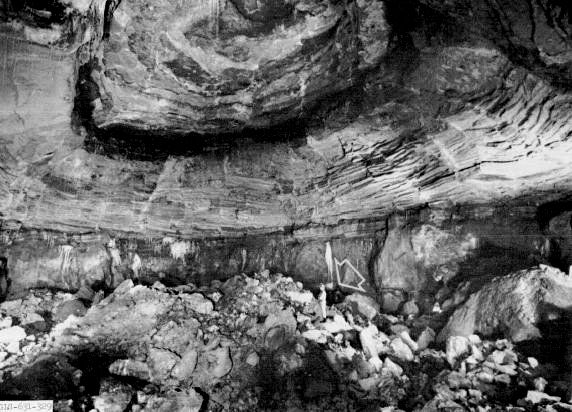
Domo subterráneo de sal producido por la bomba atómica Gnome. Dejó una cavidad de 20 m de diámetro y 50 m de altura. La flecha (en el centro) indica a un observador de pie.

- 1961: Estados Unidos detona su bomba atómica Gnome en un pozo a 361 m bajo el sitio de pruebas atómicas de Nevada. Esta fue la prueba nuclear n.º 204 de las 1131 que realizó ese país entre 1945 y 1992.
- 1967: Estados Unidos detona su bomba atómica n.º 531: Gasbuggy, de 29 kilotones en un pozo a 1290 metros bajo tierra, a unos 33 km al suroeste de la población de Dulce (estado de Nuevo México), a las 12:30 (hora local). Se hizo detonar para investigar si era posible extraer gas del subsuelo. Sin embargo, todo el gas extraído quedó demasiado radiactivo.
- 1969: Estados Unidos detona simultáneamente sus bombas atómicas n.º 656 y 657: Culantro-1 y Culantro-2 (ambas de menos de 20 kilotones cada una) en dos pozos separados (a 155 metros uno del otro) a 134 metros de profundidad, en las áreas U3hia y U3hib del Sitio de pruebas atómicas de Nevada (a unos 110 km al noroeste de la ciudad de Las Vegas), a las 7:00 (hora local). Media hora después ―a las 7:30 (hora local)― se detonan simultáneamente las bombas atómicas Tun-1, Tun-2, Tun-3 y Tun-4 (de 2.5, 2, 2 y 3 kilotones, respectivamente) en cuatro pozos separados (a 190 metros uno del otro) a 194 y 256 metros de profundidad, en el área U10am. Son las bombas n.º 658 a 661 de las 1131 que Estados Unidos detonó entre 1945 y 1992.
- 1971: El poeta chileno Pablo Neruda recibe el Premio Nobel de Literatura.
- 1977: la dictadura de Videla secuestra en Buenos Aires (Argentina) a Azucena Villaflor (53), una de las fundadoras de las Madres de Plaza de Mayo. Esa tarde, Villaflor había publicado en los periódicos la lista de varios jóvenes desaparecidos. El 20 de diciembre, tras diez días de tortura, será dejada caer viva desde un avión al Río de la Plata (Vuelos de la Muerte).
- 1981: el primer día de la Masacre de El Mozote en El Salvador, en el marco de la «Operación Rescate» contra el FMLN: la Fuerza Armada tortura y ejecuta a 900 campesinos civiles (hombres, mujeres y niños) desarmados. Se considera la peor masacre en el hemisferio occidental, en tiempos modernos. Su responsable político, el dictador
- 1982: Estados Unidos detona su bomba atómica Manteca, de 20 kilotones en un pozo a 413 metros bajo tierra, en el área U4al del Sitio de pruebas atómicas de Nevada (a unos 100 km al noroeste de la ciudad de Las Vegas), a las 7:20 (hora local). Es la bomba n.º 987 de las 1131 que Estados Unidos detonó entre 1945 y 1992.
- 1983: gobierno constitucional de Raúl Alfonsín asumió el poder político terminando el Proceso de Reorganización Nacional iniciado en el golpe de Estado en Argentina de 1976. Argentina recuperaba el Estado de derecho.
- 1986: Comienzan los primeros derribos en Riaño, que serán interrumpidos por un interdicto judicial.
- 1988: Estados Unidos detona su bomba atómica Misty Echo, de 25 kilotones en un pozo a 400 metros bajo tierra, en el área U12n.23 del Sitio de pruebas atómicas de Nevada (a unos 100 km al noroeste de la ciudad de Las Vegas), a las 12:30 (hora local). Es la bomba n.º 1089 de las 1131 que Estados Unidos detonó entre 1945 y 1992.
- 1990: Octavio Paz recibe el Premio Nobel de Literatura.
- 1991: El Puente romano de Mérida, España, considerado el más largo de la antigüedad, pasa a ser exclusivamente peatonal.
- 1993: en Cartagena de Indias (Colombia), la Unesco declara el «Camino de Santiago» español Patrimonio de la Humanidad.
- 1999: en Buenos Aires, Fernando de la Rúa asume la presidencia de la Nación Argentina, sucediendo en el cargo Carlos Saúl Menem.
- 2000: el paleoantropólogo etíope Zeresenay Alemseged (1969-) descubre en la depresión de Afar del Gran Valle del Rift (Etiopía) los restos fósiles de Selam, una niña de 3 años de edad de la especie Australopithecus afarensis, de 3,3 millones de años.
- 2003: la empresa estadounidense IBM termina las negociaciones con el grupo chino Lenovo, vendiendo a este su división de computadoras personales. Junto con la división de PC, Lenovo consigue alrededor de 10 000 empleados de IBM y el derecho a usar las marcas IBM y Thinkpad durante cinco años.
- 2007: Cristina Fernández asume la presidencia de Argentina. Se trata de la primera mujer presidente elegida, en esta nación, por voto popular. (En 1974, María Estela Martínez de Perón fue elegida vicepresidenta y asumió como presidenta luego de la muerte de Juan Domingo Perón, su esposo y presidente de la Argentina).
- 2007: el grupo Led Zeppelin se reúne en Londres en homenaje a Ahmet Ertegün.
- 2008: en Grecia se realiza una huelga general convocada por los sindicatos para protestar por el alto número de desempleados en plena crisis internacional.
- 2010: en Liúbertsi, a 20 km de Moscú (Rusia), el astrónomo aficionado Leonid Yelenin (1981-) descubre el cometa C/2010 X1, que será llamado cometa Elenín.
- 2011: en Argentina, Cristina Fernández de Kirchner asume nuevamente la presidencia de Argentina.
- 2014: el club de fútbol River Plate se consagra campeón de la Copa Sudamericana tras derrotar en la final a Atlético Nacional de Medellín por 2 a 0, cortando así una sequía de 17 años sin títulos internacionales.
- 2015: Mauricio Macri asume la presidencia de Argentina tras haber derrotado a Daniel Scioli con el 51 % de los votos en el primer balotaje de la Historia argentina.
- 2017: El club Tigres se consagra campeón (por sexta vez en su historia) del torneo Apertura 2017. Enfrentándose por vez primera a su acérrimo rival, el Club de Fútbol Monterrey en una final llevada a cabo en el estadio BBVA. Imponiéndose por un marcador global de 3-2.
- 2019: Alberto Fernández asume la presidencia de la República Argentina.
- 2022: en marco del Copa Mundial de Fútbol de 2022, la Selección de Fútbol de Marruecos se convierte en el primer seleccionado africano y árabe[2] en acceder a semifinales de un mundial de fútbol.[3]
- 2023: Javier Milei asume la presidencia de la República Argentina.

## Nacimientos
- 1452: Johannes Stöffler, matemático y astrónomo alemán (f. 1531).

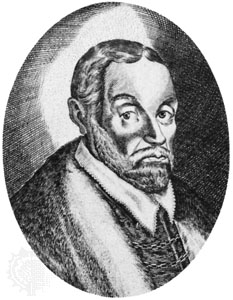
Giovanni Battista Guarini

- 1538: Giovanni Battista Guarini, poeta italiano (f. 1612).
- 1610: Adriaen van Ostade, pintor neerlandés (f. 1685).
- 1751: George Shaw, botánico y zoólogo británico (f. 1813).
- 1763: Agathe de Rambaud, niñera de los Delfines de Francia (f. 1853).
- 1783: María Bibiana Benítez, poetisa portorriqueña (f. 1873).
- 1787: Thomas Hopkins Gallaudet, educador estadounidense (f. 1851).
- 1804: Carl Gustav Jakob Jacobi, matemático alemán (f. 1851).
- 1805: Josef Škoda, físico checo (f. 1881).
- 1805: William Lloyd Garrison, publicista y abolicionista estadounidense (f. 1879).
- 1815: Ada Lovelace, matemática británica (f. 1852).
- 1821: Nikolái Nekrásov, poeta ruso (f. 1877).
- 1822: César Franck, compositor belga (f. 1890).
- 1824: George MacDonald, escritor y sacerdote británico (f. 1905).

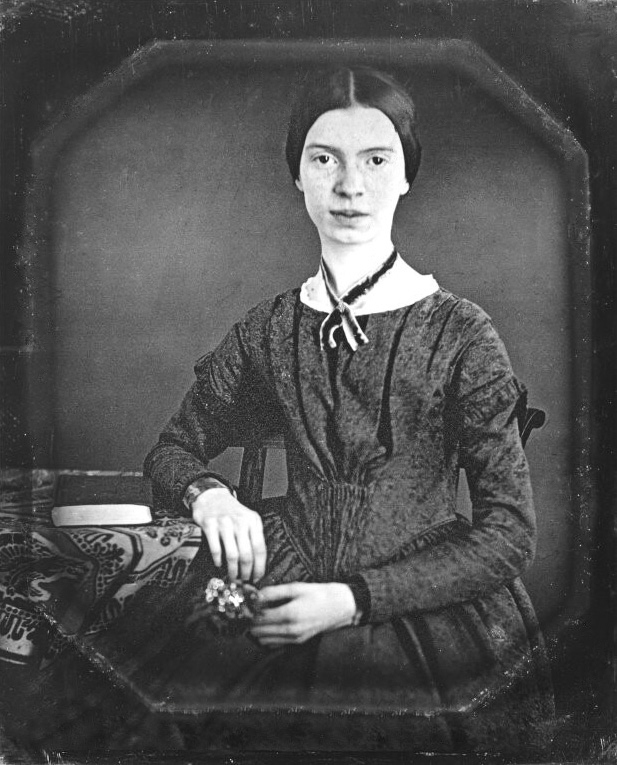
Emily Dickinson

- 1830: Emily Dickinson, poetisa estadounidense (f. 1886).
- 1851: Melvil Dewey, bibliotecario y bibliotecólogo estadounidense (f. 1931).
- 1853: Loreto Capella Olasagasti, gastrónomo y cocinero español (f. 1929).
- 1855: August Spies, anarquista germano-estadounidense (f. 1887).
- 1861: Daisy Greville, aristócrata inglesa, amante del rey Eduardo VII (f. 1938).
- 1867: Carmen de Burgos, periodista, escritora y feminista española (f. 1932)
- 1870: Adolf Loos, arquitecto austríaco (f. 1933).
- 1870: Pierre Louÿs, escritor francés (f. 1925).
- 1878: Chakravarti Rajagopalachari, político y abogado indio (f. 1972).
- 1880: Charles King, atleta estadounidense (f. 1958).
- 1882: Otto Neurath, sociólogo y filósofo alemán (f. 1945).
- 1882: Shigenori Tōgō, político japonés (f. 1950).
- 1882: Louis Wilkins, atleta estadounidense (f. 1950).
- 1884: Zinaida Serebriakova, pintora ruso-francesa (f. 1967).
- 1886: Harold Alexander, militar británico (f. 1969).
- 1886: Victor McLaglen, actor británico (f. 1959).
- 1891: Nelly Sachs, poeta y dramaturga germano-sueca (f. 1970).
- 1902: Dulce María Loynaz, poetisa cubana (f. 1997).
- 1903: Una Merkel, actriz estadounidense (f. 1986).
- 1903: Miguel Odriozola, genetista y sindicalista español (f. 1974).
- 1903: Mary Norton, escritora de literatura infantil británica (f. 1992).
- 1907: Rumer Godden, escritora británica (f. 1998).
- 1907: Lucien Laurent, futbolista francés (f. 2005).
- 1908: Mario Evaristo, futbolista argentino (f. 1993).
- 1908: Olivier Messiaen, compositor francés (f. 1992).
- 1909: Georg Ludwig Jochum, director de orquesta y músico alemán (f. 1970).
- 1913: Morton Gould, compositor estadounidense (f. 1996).
- 1914: Dorothy Lamour, actriz estadounidense (f. 1996).
- 1915: Monroe Beardsley, filósofo estadounidense (f. 1985).
- 1916: Alfredo Ripstein, productor de cine mexicano (f. 2007).
- 1917: Eladio Dieste, ingeniero uruguayo (f. 2000).
- 1917: Pedro Elías Zadunaisky, astrónomo y matemático argentino (f. 2009).
- 1918: Anne Gwynne, actriz estadounidense (f. 2003).
- 1919: Sesto Bruscantini, bajo y barítono italiano (f. 2003).
- 1919: Alexander Courage, compositor estadounidense (f. 2008).
- 1919: Esther Forero, cantante colombiana (f. 2011).
- 1919: Vicentico Valdés, cantante cubano (f. 1995).
- 1920: Clarice Lispector, escritora brasileña (f. 1977).
- 1923: Lucía Hiriart, primera dama de Chile entre 1974 y 1990 (f. 2021).
- 1923: Harold Gould, actor estadounidense (f. 2010).

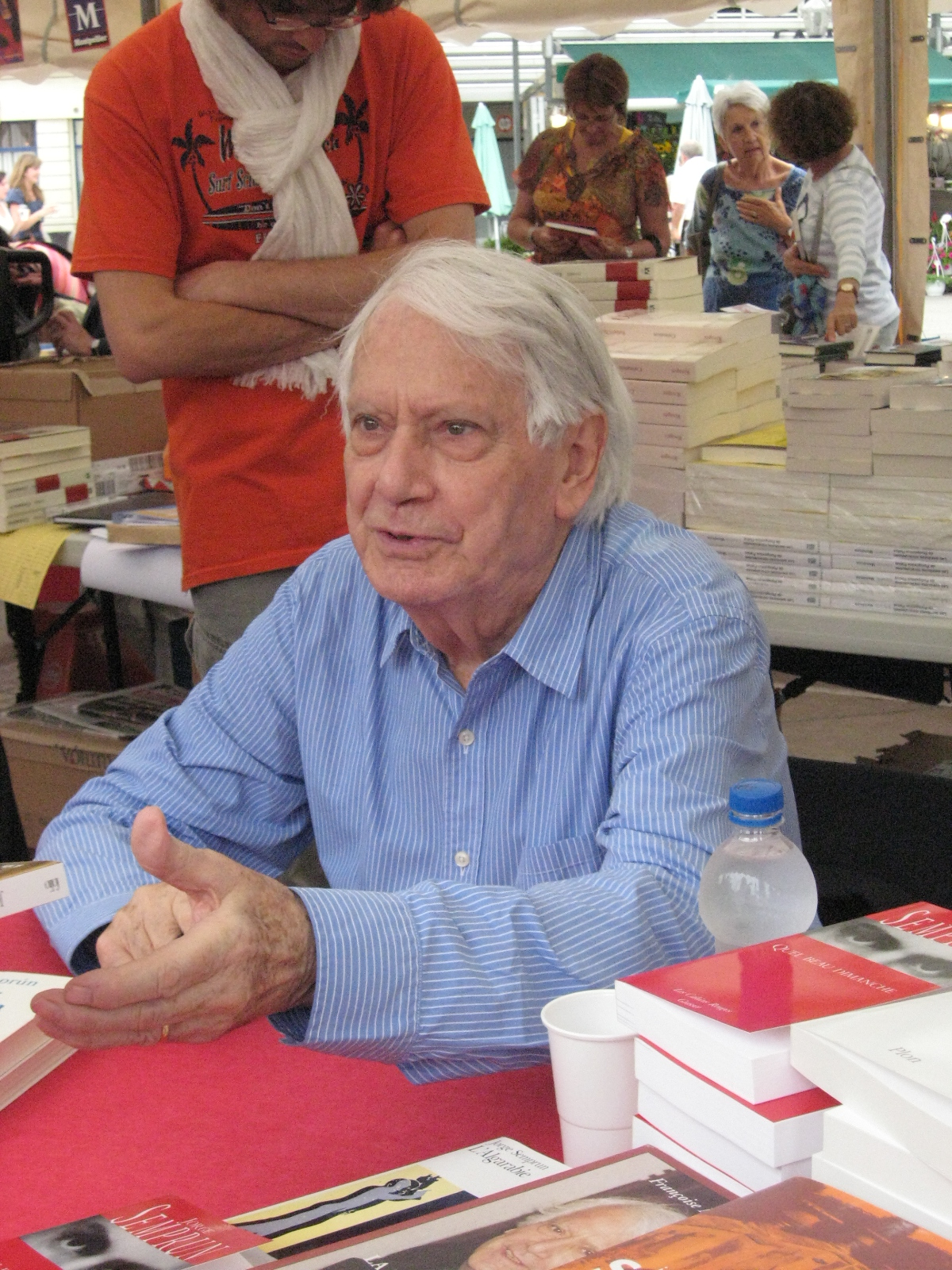
Jorge Semprún

- 1923: Jorge Semprún, político y escritor español (f. 2011).
- 1923: Clorindo Testa, arquitecto y pintor argentino (f. 2013).
- 1924: Michael Manley, político jamaicano, 4.º primer ministro (f. 1997).
- 1926: Harry Fowler, actor británico (f. 2012).
- 1927: Agnes Nixon, actriz y cineasta estadounidense (f. 2016).
- 1928: Dan Blocker, actor estadounidense (f. 1972).
- 1931: Gonzalo Anes, economista e historiador español (f. 2014).
- 1933: Mako Iwamatsu, actor japonés (f. 2006).
- 1933: Eduardo Pavlovsky, médico, actor, director y dramaturgo argentino (f. 2015).
- 1934: Howard Martin Temin, biólogo estadounidense, premio nobel de medicina en 1975 (f. 1994).
- 1935: Jaromil Jireš, cineasta checo.
- 1938: Yuri Temirkánov, director de orquesta y músico ruso.
- 1939: Dick Bavetta, árbitro de baloncesto estadounidense.
- 1941: Fionnula Flanagan, actriz irlandesa.
- 1941: Kyu Sakamoto, cantante y actor japonés.
- 1941: Chad Stuart, cantante británico (f. 2020).
- 1944: Agustín Mantilla, economista, sociólogo y político peruano (f. 2015).
- 1945: Luisina Brando, actriz argentina.
- 1946: Flores Chaviano, compositor, director y guitarrista hispano-cubano.
- 1948: Muhammad Zaidan, terrorista sirio (f. 2004).
- 1949: Shahabuddin Chuppu, juez bangladesí, Presidente de Bangladés desde 2023.
- 1951: Ellen Nikolaysen, actor y cantante noruego.
- 1955: Ana Gabriel, cantante mexicana.
- 1956: Rod Blagojevich, político estadounidense.
- 1956: Roberto Cassinelli, político italiano.

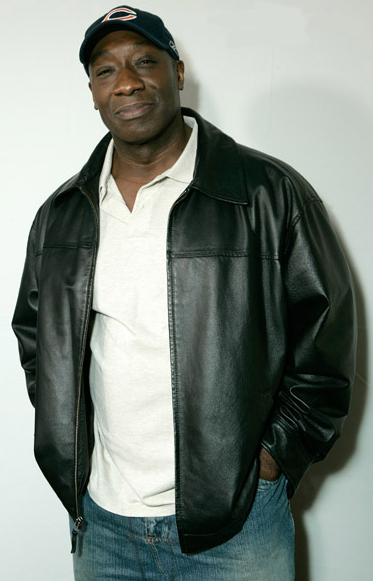
Michael Clarke Duncan

- 1957: Michael Clarke Duncan, actor estadounidense (f. 2012).
- 1957: Prem Rawat, líder de secta y empresario indio.
- 1957: José Mario Vaz, político guineano, presidente de Guinea-Bisáu entre 2014 y 2020.
- 1958: Cornelia Funke, escritor alemán.
- 1958: William Méndez, futbolista y político venezolano.
- 1959: Mark Aguirre, baloncestista estadounidense.
- 1960: Kenneth Branagh, cineasta, guionista y actor británico.
- 1963: Mohamed Ould Bilal, político mauritano.
- 1964: Edith González, actriz mexicana (f. 2019).
- 1964: George Newbern, actor estadounidense.
- 1966: Mel Rojas, beisbolista dominicano.
- 1967: Eduardo Sacheri, escritor y profesor argentino.
- 1969: Ergün Demir, actor turco.
- 1970: Bryant Stith, baloncestista estadounidense.
- 1970: Alexandra Restrepo, humorista y actriz colombiana.
- 1972: Marcos Di Palma, automovilista argentino.
- 1972: Brian Molko, cantante y guitarrista estadounidense, de la banda Placebo.
- 1973: Gabriela Spanic, actriz venezolana.
- 1974: Meg White, baterista estadounidense, de la banda The White Stripes.
- 1974: Jacinto Pereira, futbolista angoleño.
- 1975: Iñaki Urlezaga, bailarín argentino.
- 1975: Josip Skoko, futbolista australiano.
- 1976: Kuniva, rapero estadounidense.
- 1977: Mr. Águila, luchador mexicano.
- 1977: Emmanuelle Chriqui, actriz canadiense.
- 1978: José Mari, futbolista español.
- 1979: Michael Shane, luchador estadounidense.
- 1979: Aleksandr Guerunov, karateca ruso.
- 1979: Stjepan Jukić, futbolista croata.
- 1979: Steve Cooper, entrenador de fútbol galés.
- 1980: Sarah Chang, violinista coreano-estadounidense.
- 1980: Massari, cantante libanesa.
- 1980: Billy Méndez, músico mexicano, de la banda Motel.
- 1980: Jaime Jiménez Merlo, futbolista español.
- 1981: Fábio Rochemback, futbolista brasileño.
- 1981: Raquel Antúnez Cazorla, escritora española.
- 1982: Aitziber Garmendia, actriz española.
- 1982: Hazuki, cantante japonés.
- 1983: Patrick Flueger, actor estadounidense.
- 1983: Zé Kalanga, futbolista angoleño.

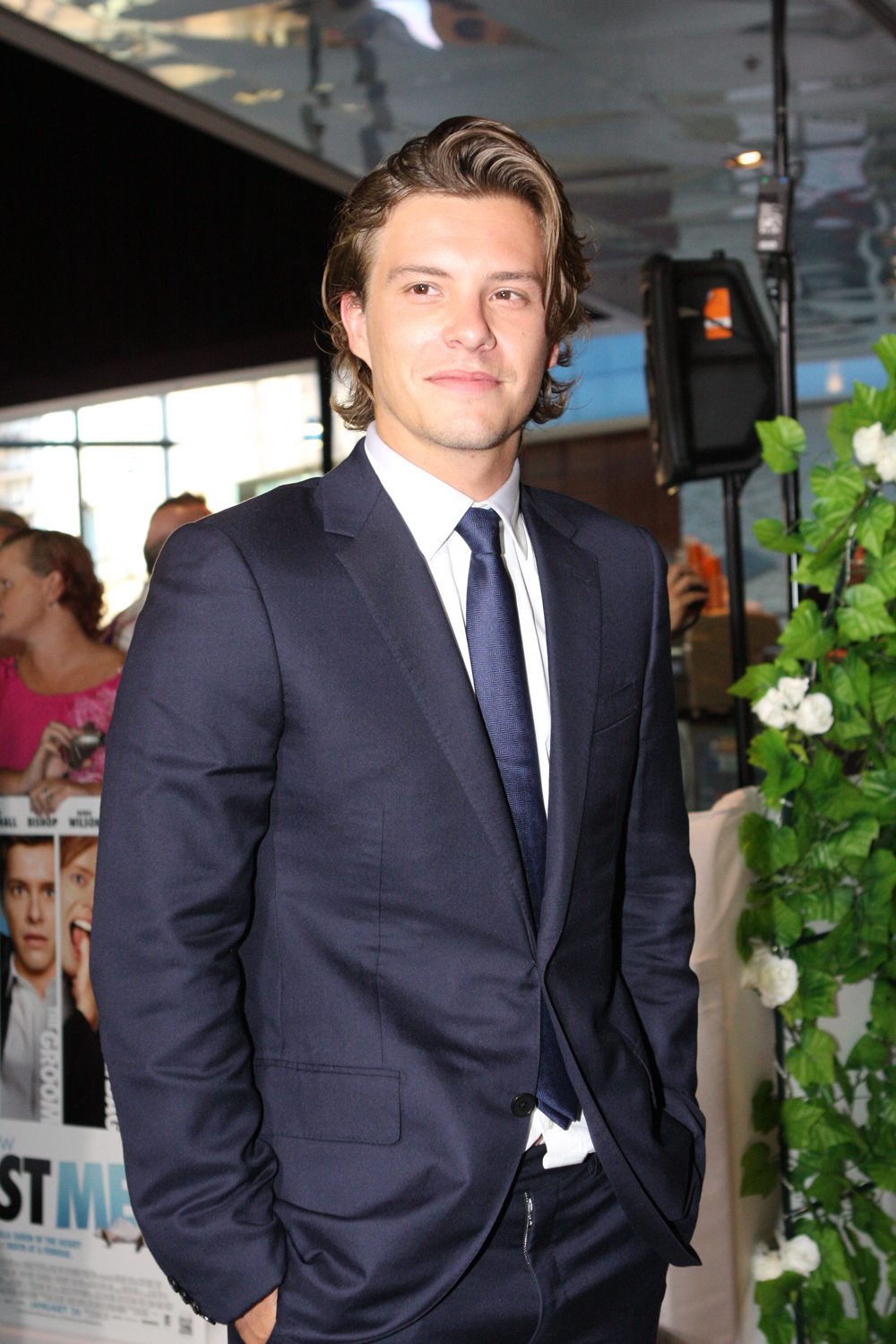
Xavier Samuel

- 1983: Xavier Samuel, actor australiano.
- 1983: Katrin Siska, músico estonio, de la banda Vanilla Ninja.
- 1984: Jayson Paul, luchador profesional estadounidense.
- 1984: Gregorio Petit, beisbolista venezolano.
- 1985: Charlie Adam, futbolista británico.
- 1985: Trésor Mputu, futbolista congolés.
- 1985: Raven-Symoné, actriz y cantante estadounidense.
- 1986: Natti Natasha, cantante dominicana.
- 1989: Zach Porter, cantante estadounidense, de la banda Allstar Weekend.
- 1989: Marion Maréchal, política francesa.
- 1993: Mattia Bani, futbolista italiano.
- 1994: Matti Klinga, futbolista finlandés.
- 1996: Kang Daniel, cantante surcoreano.
- 1997: Beatriz Beltrán Sanz, futbolista española.
- 1997: Lucas Perri, futbolista brasileño.
- 1998: Lucia Bronzetti, tenista italiana.
- 1999: Ramón Juan, futbolista español.
- 1999: Domagoj Bradarić, futbolista croata.
- 1999: Arnas Velička, baloncestista lituano.
- 1999: Lloyd Pandi, baloncestista canadiense.
- 2014: Jaime de Mónaco, aristócrata monegasco.
- 2014: Gabriela de Mónaco, aristócrata monegasca.

## Fallecimientos
- 925: Sancho Garcés I de Pamplona, rey de Pamplona entre 905 y 925.
- 949: Herman I de Suabia, aristócrata alemán (n. ¿?).
- 990: Folcmar, obispo de Utrecht.[4]
- 1041: Miguel IV, emperador bizantino (n. 1010).
- 1081: Nikephoros III Botaneiates, depuesto emperador bizantino (n. c. 1002).
- 1113: Fakhr al-Mulk Radwan, gobernante de Alepo.

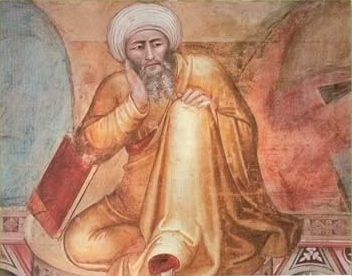
Averroes

- 1198: Averroes, filósofo hispano-árabe (n. 1126).
- 1310: Esteban I de Baviera, aristócrata alemán (n. 1271).
- 1454: Ignatius Behnam Hadloyo, Patriarca siríaco ortodoxo de Antioquía.[5]
- 1475: Paolo Uccello, pintor italiano (n. 1397).
- 1508: René II de Lorena, aristócrata francés (n. 1451).
- 1541: Thomas Culpeper, aristócrata Inglés (n. 1514)
- 1541: Francis Dereham, aristócrata inglés (n. c. 1513).
- 1561: Caspar Schwenckfeld, teólogo y escritor alemán
- 1603: William Gilbert, médico inglés (n. 1544).
- 1618: Giulio Caccini, compositor e instrumentista italiano (n. 1551).
- 1626: Edmund Gunter, matemático británico (n. 1581).
- 1736: António Manoel de Vilhena, militar portugués (n. 1663).

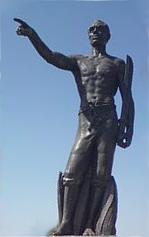
José Leonardo Chirino

- 1796: José Leonardo Chirino, zambo revolucionario venezolano (n. 1754).
- 1831: Thomas Johann Seebeck, físico alemán (n. 1770).
- 1851: Karl Drais, inventor e investigador alemán  (n. 1785).
- 1853: Manuel José Mosquera, fue un religioso, humanista y filósofo colombiano. (f. 1800).
- 1865: Leopoldo I, rey belga (n. 1790).
- 1877: Federico Ricci, compositor italiano (n. 1809).
- 1882: Alexander Gardner, fotógrafo británico (n. 1821).
- 1884: Francisco Vargas Fontecilla, escritor y político chileno (n. 1824).

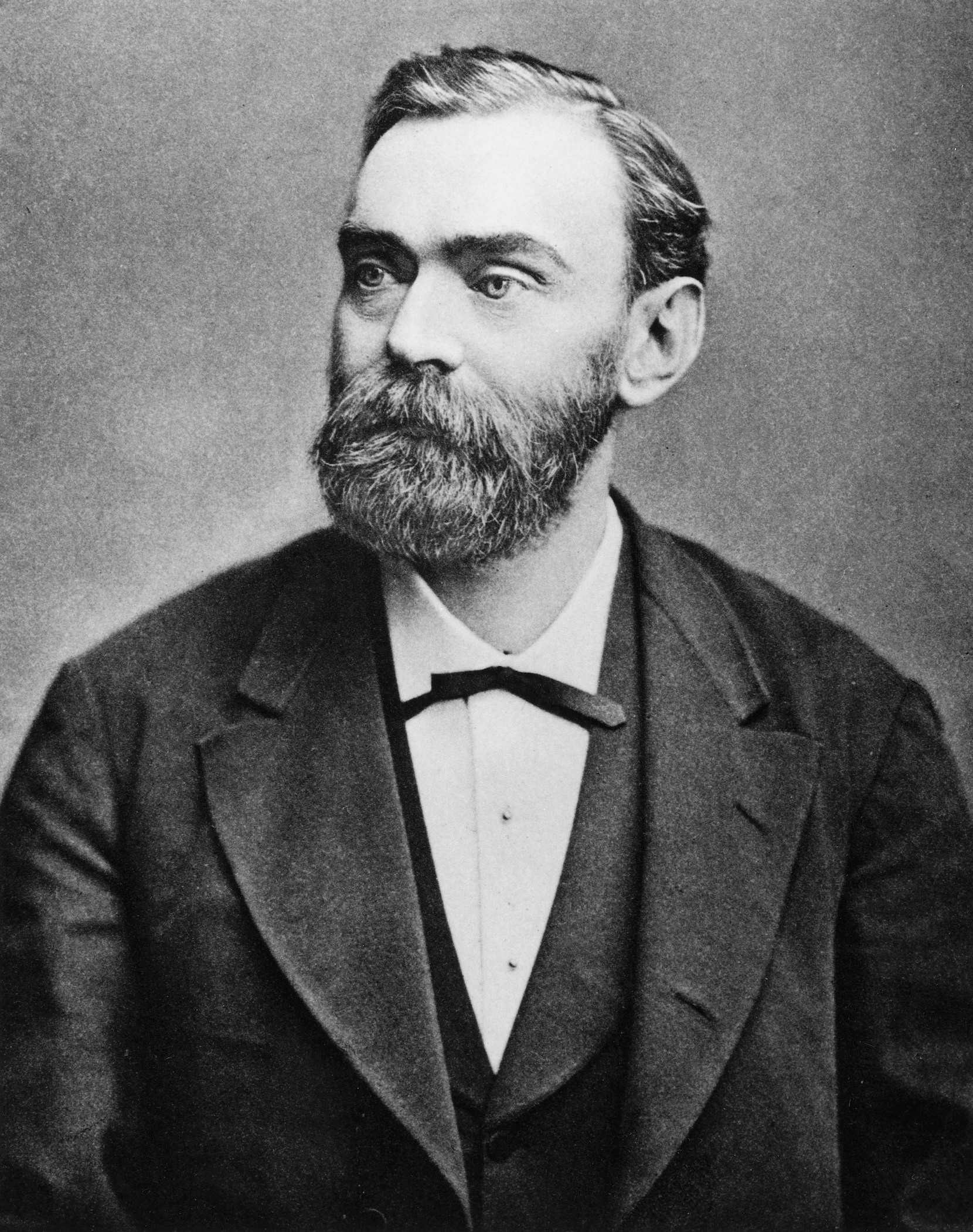
Alfred Nobel

- 1896: Alfred Nobel, inventor sueco (n. 1833).
- 1897: Benito Mercadé y Fábregas, pintor español (n. 1821).
- 1909: Red Cloud (Nube Roja), jefe de los sioux oglala (n. 1822).
- 1910: Manuel Sales y Ferré, arqueólogo, filósofo e historiador español (n. 1843).
- 1911: Joseph Dalton Hooker, botánico británico (n. 1817).
- 1911: Manuel Moncloa y Covarrubias, escritor peruano (n. 1859).
- 1917: Mackenzie Bowell, político canadiense, 5.º primer ministro (n. 1823).
- 1926: Nikola Pašić, político yugoslavo, 5.º primer ministro (n. 1845).
- 1928: Charles Rennie Mackintosh, arquitecto británico (n. 1868).
- 1932: Eugen Bamberger, químico orgánico alemán (n. 1857).

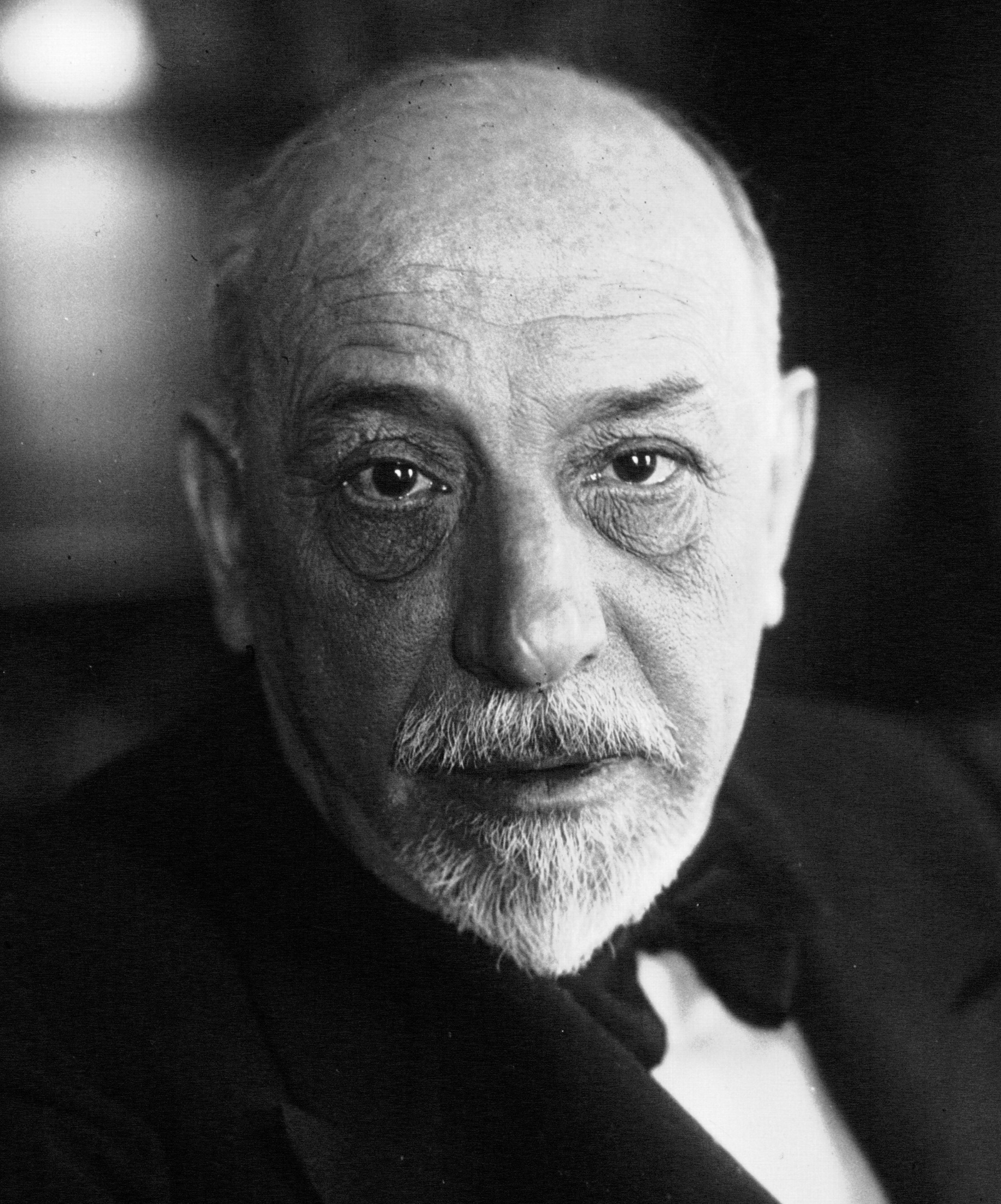
Luigi Pirandello

- 1936: Luigi Pirandello, escritor italiano, premio nobel de literatura en 1934 (n. 1867).
- 1939: John Grieb, gimnasta estadounidense (n. 1879).
- 1945: Manuel de Argüelles, político y banquero español (n. 1875).
- 1945: Theodor Dannecker, capitán alemán de las SS (n. 1913).
- 1946: Walter Johnson, beisbolista estadounidense (n. 1887).
- 1946: Damon Runyon, periodista y escritor estadounidense (n. 1884).
- 1948: Na Hye-Sok, periodista, escritor y pintor surcoreano (n. 1896).
- 1951: Algernon Blackwood, escritor británico de cuentos fantásticos (n. 1869).
- 1953: Juan Carlos Cobián, tanguero argentino (n. 1896).
- 1958: Krishna Venta (Francis Pencovich), líder de secta y religioso estadounidense (n. 1911).
- 1960: Mado Robin, soprano de coloratura francesa (n. 1918).
- 1965: Henry Cowell, compositor estadounidense (n. 1897).
- 1966: Gregorio López y Fuentes, escritor mexicano (n. 1895).
- 1967: Otis Redding, cantante estadounidense (n. 1941).
- 1968: Karl Barth, teólogo protestante suizo (n. 1886).
- 1968: Thomas Merton, escritor y poeta religioso francés (n. 1915).
- 1976: Emma Gamboa Alvarado, educadora costarricense (n. 1901).
- 1977: Adolph Rupp, baloncestista y entrenador estadounidense (n. 1901).
- 1978: Emilio Portes Gil, presidente mexicano (n. 1890).
- 1978: Edward D. Wood Jr., cineasta estadounidense (n. 1924).
- 1979: Ann Dvorak, actriz estadounidense (n. 1912).
- 1987: Jascha Heifetz, violinista soviético (n. 1901).
- 1988: Richard S. Castellano, actor estadounidense (n. 1933).
- 1992: Celia Gámez, cantante y actriz argentina (n. 1901).
- 1995: Darren Robinson, rapero estadounidense, de la banda The Fat Boys (n. 1967).
- 1996: Faron Young, cantante y guitarrista estadounidense (n. 1932).
- 1998: Berta Singerman, actriz argentina (n. 1901).
- 1999: Rick Danko, bajista y cantante canadiense, de la banda The Band (n. 1942).
- 1999: Franjo Tudjman, primer presidente croata entre 1990 y 1999 (n. 1922).
- 2000: Marie Windsor, actriz estadounidense (n. 1919).
- 2004: Adolfo Schlosser, escultor austriaco (n. 1939).
- 2004: Nito Veiga, futbolista y entrenador argentino (n. 1928).
- 2004: Gary Webb, periodista estadounidense (n. 1955).
- 2005: Richard Pryor, actor estadounidense (n. 1940).
- 2006: Augusto Pinochet, militar chileno, dictador entre 1973 y 1990 (n. 1915).
- 2007: Ashleigh Aston Moore, actriz estadounidense (n. 1981).
- 2007: Jesús Tenreiro Degwitz, arquitecto venezolano (n. 1936).
- 2008: Didith Reyes, cantante y actriz filipina (n. 1948).
- 2010: Marcel Domingo Algarra, futbolista y entrenador francés (n. 1924).
- 2010: John B. Fenn, premio nobel de química en 2002 (n. 1917).
- 2011: Miguel Díaz Negrete, arquitecto español (n. 1920).
- 2012: Iajuddin Ahmed, político bangladesí (n. 1931).
- 2012: Rosa Cerna Guardia, escritora peruana de literatura infantil (n. 1926).
- 2012: Antonio Cubillo, abogado y político canario (n. 1930).
- 2012: Lisa Della Casa, soprano suiza (n. 1919).
- 2013: Jim Hall, guitarrista estadounidense (n. 1930).
- 2015: Arnold Peralta, futbolista hondureño (n. 1989).
- 2016: Rafael Tovar y de Teresa, Secretario de Cultura de México (n. 1954).
- 2016: Rolando Washington Goyaud, científico, periodista y escritor argentino (n. 1932).
- 2018: Guido Eytel, escritor chileno (n. 1945).
- 2019: Gershon Kingsley, compositor estadounidense de origen alemán (n. 1922).
- 2020: Tom Lister Jr., actor y luchador profesional estadounidense (n. 1958).
- 2021: Michael Nesmith, músico y actor estadounidense (n. 1942).
- 2024: María Socas, actriz argentina de cine, teatro y televisión (n. 1959).

## Celebraciones
- Día Internacional de los Derechos Humanos.

- Día Internacional de los Derechos de los Animales.[6]

- Hemisferio norte: 
  - Día aproximado (unos 11 días antes del solsticio) en que el Sol se pone más pronto.[7]

 Por países
(Por orden alfabético)
- Argentina: 
  - Cada 4 años, asume el presidente electo. La última investidura presidencial sucedió en 2023.
  - Recuperación de la Democracia (1983).(hace ya 41 años, 6 meses y 22 días).
  - Día del Trabajador Social.[8]
Originalmente se conmemoraba el 2 de julio, día en que supuestamente la Virgen María visitó a su prima Isabel. Pero en 2012, por iniciativa de la Federación Argentina de Asociaciones Profesionales de Servicio Social (FAAPSS), se decidió desligar la efeméride de su origen religioso y pasarla al 10 de diciembre, en coincidencia con la conmemoración del Día de los Derechos Humanos.
  - Día del Hincha de Gimnasia y Esgrima La Plata (club de fútbol argentino).
    -  Misiones: se convierte en provincia. Provincialización del Territorio Nacional de Misiones, por Ley N.º 14.294.

- México:
  - Día del Físico.
  - Día del Payaso.[9]Tiene sus raíces en la tradición circense y en el deseo de rendir homenaje a los artistas que han dedicado sus vidas a hacer reír a la gente. La figura del payaso ha sido una presencia constante en la cultura mexicana, desde los primeros circos que se establecieron en el país durante el siglo XIX.

- Suecia: 
  - Día de Alfred Nobel.
(en sueco: Nobeldagen).

- Tailandia: 
  - Día de la Constitución.

### Santoral católico
- Santa Eulalia de Mérida, virgen y mártir (304).
- San Mauro de Roma, mártir (c. s. IV).
- San Gemelo de Ancira, mártir (c. s. IV).
- San Gregorio III, papa (741).
- San Lucas de Insula, obispo (1114)
- Santos Edmundo Gennings y Suintino Wells, mártires (1591).
- Santos Poliodoro Plasden y Eustacio White, presbíteros, y beatos Brian Lacy, Juan Mason y Sidney Hogdson, mártires (1591).
- San Juan Roberts y beato Tomás Somers, presbíteros y mártires (1610).
- Beato Gonzalo Viñes Masip, presbítero y mártir (1936).
- Beatos Antonio Martín Hernández y Agustín García Calvo, religiosos y  mártires (1936).

 Por países
(Por orden alfabético)
- Argentina: 
  - Día de la Virgen de Loreto.
En 1944, se instituye Patrona de la Aviación Argentina a la Santísima Virgen de Loreto,[10]y se señala esta fecha como celebración de su festividad.
(Decreto Nº17.917/43 - BMP Nº78 de la Fuerza Aérea Argentina).

- España: 
  - Día de la Patrona del Ejército del Aire de España.